# (3550) Link
(3550) Link ist ein Asteroid des Hauptgürtels, der am 20. Dezember 1981 vom tschechischen Astronomen Antonín Mrkos am Kleť-Observatorium (IAU-Code 046) der Stadt Český Krumlov in Südböhmen entdeckt wurde.
Benannt wurde der Asteroid nach dem tschechischen Astronomen und Pädagogen František Link (1906–1984), der der erste Präsident des Astronomischen Instituts der Tschechoslowakischen Akademie der Wissenschaften war und wesentlich zur Erklärung des Gravitationslinseneffekts beitrug.